# Il ritratto
Il ritratto (Portrèt) è un racconto dello scrittore Nikolaj Vasil'evič Gogol'. 
Scritto tra il 1833 e il 1834, il racconto venne pubblicato per la prima volta nella raccolta Arabeschi (1835). Nel marzo del 1842 apparve, ampiamente riveduto dall'autore, sul periodico Sovremennik e nel dicembre dello stesso anno entrò a far parte del terzo volume delle Opere complete.

## Trama

### Prima parte
Čartkòv, pittore ventiduenne e squattrinato, acquista da un mercante d'arte il ritratto di un vecchio dallo sguardo terribile. La notte Čartkòv vede apparirgli in sogno l'uomo del dipinto, che lascia cadere sul suo letto una fortuna in ducati d'oro, e il pomeriggio seguente trova una grossa somma di denaro nascosta nella cornice del quadro. Da quel momento la fama di Čartkòv inizia a diffondersi per la città, grazie soprattutto a un abile e profumatamente pagato articolo di giornale che lo presenta al pubblico come uno dei maggiori artisti contemporanei. Col passare degli anni Čartkòv trascura il suo talento per realizzare opere senza alcuna originalità, che però accrescono la sua notorietà e la sua ricchezza. Dopo aver visto il dipinto di un giovane pittore che ha rinunciato alle attrattive mondane e ai facili guadagni per dedicarsi unicamente alla propria arte, Čartkòv capisce di aver sprecato la sua vita e il suo ingegno per inseguire unicamente la ricchezza. Quasi impazzito dall'invidia, si mette allora ad acquistare le opere migliori degli artisti emergenti per distruggerle nel segreto della sua casa. Solo la morte porrà fine alla sua folle ossessione.

### Seconda parte
Durante un'asta pietroburghese, proprio mentre si sta battendo il ritratto del vecchio, entra nella sala il pittore B., che interrotta la gara inizia a raccontare la storia dell'uomo raffigurato nel quadro. Si trattava di un usuraio, il cui denaro stravolgeva paurosamente il carattere e i comportamenti di coloro che lo chiedevano in prestito fino a farli impazzire completamente. Dopo la morte del vecchio strozzino la maledizione passò nel suo ritratto, che fu dipinto dal padre dello stesso B., il quale fece promettere al figlio di distruggere il quadro non appena lo avesse ritrovato. Con queste ultime parole il pittore B. torna a volgere lo sguardo sulla spaventosa immagine, imitato da tutti i presenti; ma il diabolico dipinto è misteriosamente scomparso.

## Edizioni in lingua italiana
- Racconti di Pietroburgo, introduzione e traduzione di Tommaso Landolfi, Rizzoli, Milano, 1949.
- Opere, volume I, a cura di Serena Prina, collana I Meridiani, Mondadori, Milano, 1994. In questa edizione in traduzione di Igor Sibaldi.